# ملت سنیه ایران
ملت سَنیّهٔ ایران، از روزنامه‌های دورهٔ ناصرالدین‌شاه بود که به سرپرستی علیقلی میرزا اعتضادالسلطنه منتشر می‌شد. نخستین شمارهٔ آن در سال ۱۲۸۳ قمری چاپ شد.